# Sharmila Rege
Sharmila Rege (Pune, 7 de octubre de 1964 - 13 de julio de 2013) fue una socióloga india, académica feminista y autora de Writing Caste, Writing Gender. Dirigió el Krantijyoti Savitribai Phule Women's Studies Centre, (el departamento de Estudios de Género) en la Universidad de Pune, cargo que ocupaba desde 1991. Recibió el premio Malcolm Adiseshiah por su contribución a los estudios de desarrollo del Instituto de Estudios de Desarrollo de Madrás (MIDS) en 2006.
Rege era una de las principales estudiosas feministas en India, cuyo trabajo en el desarrollo de una perspectiva desde el punto de vista dalit, ha sido crucial en la apertura de los debates feministas en la India a las preguntas de la clase, la casta, la religión y la sexualidad. El trabajo de Rege dentro de la academia, de luchar por el derecho de los derechos del estudiante dalit, ha sido un testimonio de su compromiso con la reforma educativa crítica en la India.
Tras una breve lucha con el cáncer de colon, murió el 13 de julio de 2013.